# Họ Tinh tiết
Họ Tinh tiết hay còn gọi họ Vĩ gié (danh pháp khoa học: Stachyuraceae) là một họ thực vật hạt kín đơn chi, bao gồm khoảng 5-10 loài cây bụi hay cây gỗ nhỏ có lá thường xanh hay sớm rụng, bản địa của khu vực Đông và Đông Nam Á. Các loài cây này có lá đơn với mép lá khía răng cưa hay nguyên, có lá kèm, các hoa 4 cánh mọc thành chùm hoa hay dạng bông dài, lủng lẳng trên các cành trần trụi trước khi ra lá. Các hoa lưỡng tính hay đơn tính cùng gốc đa tạp. Quả là dạng quả mọng không nứt, chứa nhiều hạt.
Stachyuraceae từng được đặt trong bộ Theales (Takhtadjan, 1997), còn hệ thống Cronquist năm 1981 đặt nó trong bộ Violales.
Pendunculagin, casuarictin, strictinin, casuarinin và casuariin là các ellagitannin tìm thấy trong các loài trong chi này.
Stachyurus praecox từ Nhật Bản là một loại cây bụi lan rộng, cao tới 4 m (13 ft) và rộng tới 3 m (10 ft). Các hoa màu vàng anh thảo, hình chuông, treo lủng lẳng, mọc vào mùa đông và mùa xuân. Tính ngữ Latin định danh praecox nghĩa là "sớm", hàm ý chỉ mùa hoa rất sớm của nó. Loài cây này đã được Hiệp hội Làm vườn Hoàng gia Anh quốc (RHS) trao giải "Award of Garden Merit".
Tại Việt Nam có 1 loài là vĩ gié Trung Quốc (Stachyurus chinensis).

## Các loài
Họ này có khoảng 7-8 loài trong 1 chi:
- Stachyurus chinensis
- Stachyurus cordatulus
- Stachyurus himalaicus
- Stachyurus obovatus
- Stachyurus praecox
- Stachyurus retusus
- Stachyurus salicifolius
- Stachyurus yunnanensis

## Hình ảnh

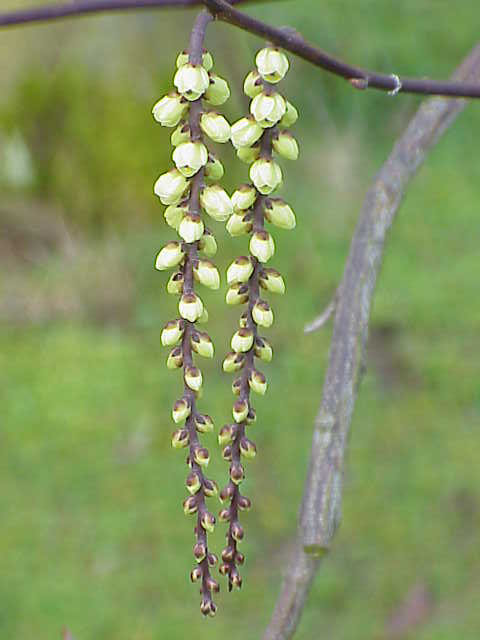
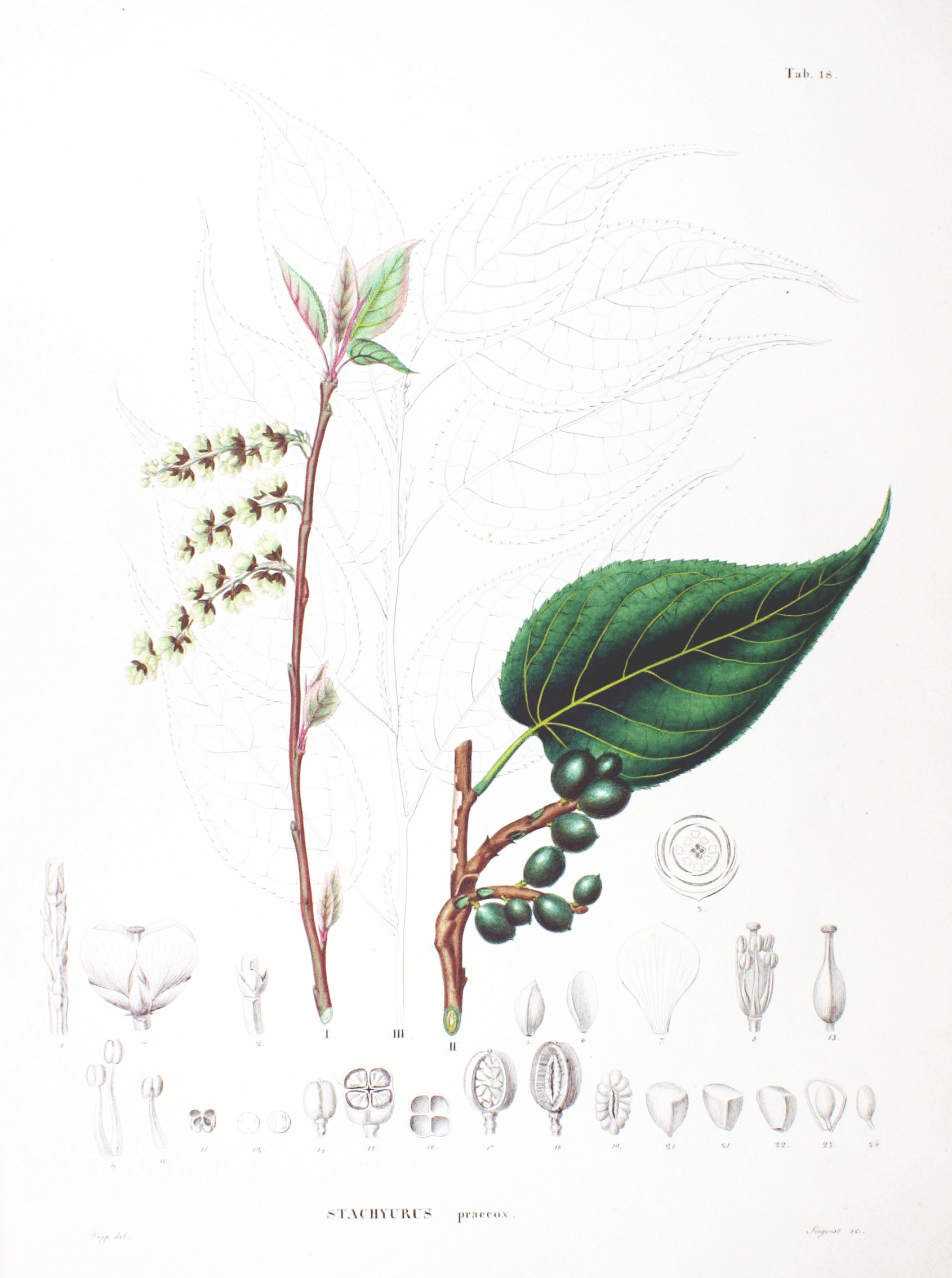